# Le Mur tombé du ciel
Le Mur tombé du ciel est une fresque peinte sur un mur en béton de 10 mètres exposée place Alexis-Ricordeau, à Nantes, dans le département français de la Loire-Atlantique.

## Présentation
Conçue par le peintre David Bartex, l'œuvre représente plus d'une centaine de figures éminentes de l'histoire de Nantes, dans un but narratif.
À l'occasion du spectacle de la compagnie Royal de luxe El Xolo dans les rues de Nantes, le mur est érigé en mai 2011 place de la Bourse, sur une idée de Jean-Luc Courcoult. D'abord prévu pour ne rester que provisoirement, la fresque est finalement installée définitivement [lace Alexis-Ricordeau, où elle fait à présent partie du paysage nantais.

## Histoire
Du 27 au 29 mai 2011, le spectacle El Xolo est présenté par la compagnie française Royal de Luxe. À l'occasion, est érigé Place de la Bourse un pan de mur donnant l'illusion d'être tombé du ciel via un cratère factice. Dessiné par l'artiste-peintre David Bartex, et réalisé par sept artistes, la fresque du mur figure de nombreux personnages iconiques du patrimoine nantais, plus ou moins connus, plus ou moins contemporains, dans un style et une technique inspirés des peintures murales de Diego Rivera. 
Le mur est une fausse ruine en béton, construite avec le concours de Kaufman & Broad. 

« Quel Dieu mexicain précipita du ciel une fresque murale peinte à la façon de Diego Rivera, dévoilant les fragments de sa mémoire nantaise ? »

— Jean-Luc Courcoult, auteur-metteur en scène, fondateur de Royal de Luxe.
Même si de prime abord pensée comme une œuvre provisoire, le bon accueil des Nantais fera qu'en septembre 2011, le mur de 60 tonnes sera déplacé place Alexis-Ricordeau de manière définitive.
Assez vite dégradée par les intempéries, la fresque est d'abord restaurée une première fois en 2013, puis entièrement repensée en 2018, en incluant cette fois-ci davantage de personnages de l'histoire Nantaise pour un budget global de 90 000 €.

## Personnages
Sont représentés sur la fresque : 
- Anne De Bretagne ;
- Arthur III ;
- Jean-Marc Ayrault ;
- Barbara ;
- Alain Barbe-Torte ;
- Edmond Bertreux ;
- Jean Blaise ;
- François Bonamy ;
- André Breton ;
- Aristide Briand ;
- Claude Cahun ;
- Frédéric Cailliaud ;
- Pierre Cambronne ;
- Jean-Baptiste Carrier ;
- Jacques Cassard ;
- Pierre Cenon Trigo  ;
- Alain Chenard ;
- Marcel Chicot ;
- Pierre-Joseph Colin ;
- Jean-Luc Courcoult ;
- Georges Courtois ;
- Aimé Delrue ;
- Jacques Demy ;
- Thomas Dobrée ;
- Alain Fergent ;
- Gobe-La-Lune ;
- Julien Gracq ;
- Jules Grandjouan ;
- Ange Guépin ;
- Henri IV ;
- Frida Kalho ;
- Danyel de Kervegan ;
- La Bouillote ;
- Paul Ladmirault ;
- Anouck Aimée ;
- Louis XII ;
- René Martin ;
- Elisa Mercoeur ;
- Charles Monselet ;
- Guy Môquet ;
- Jorj Morin ;
- Joseph Peignon ;
- Les Géants ;
- Gilles de Rais ;
- Diego Rivera ;
- Saint Gohard ;
- Pierrick Sorin ;
- un esclave ;
- Alexis Transon ;
- Ulysse ;
- Jacques Vaché ;
- Agnès Varda ;
- Jules Verne ;
- Willy Wolf ;
- Emiliano Zapata ;
- Zim Zim.